# Sorgun Belediye Spor Kulübü 2020-2021 (pallavolo)
Questa voce raccoglie le informazioni riguardanti il Sorgun Belediye Spor Kulübü nelle competizioni ufficiali della stagione 2020-2021.

## Organigramma societario
Area direttiva
- Presidente: Ergin Gül

Area tecnica
- Allenatore: Bahadır Aksoy
- Allenatore in seconda: Hurşit Aktaş
- Assistente allenatore: Fikret Ayan
- Scoutman: Doğukan Yurdakul

## Rosa
| N° | Nome            | Ruolo | Data di nascita  | Nazionalità sportiva |
| -- | --------------- | ----- | ---------------- | -------------------- |
| 1  | Yiğit Yıldız    | C     | 21 luglio 1999   | Turchia              |
| 2  | Hüseyin Koç     | P     | 30 luglio 1979   | Turchia              |
| 4  | Ümit Demir      | L     | 1º ottobre 1996  | Turchia              |
| 5  | Mesut Akman     | L     | 3 gennaio 1992   | Turchia              |
| 7  | Murat Palavar   | C     | 17 maggio 1985   | Turchia              |
| 8  | Rolando Cepeda  | O     | 19 marzo 1989    | Cuba                 |
| 9  | Lazar Ćirović   | S     | 26 febbraio 1992 | Serbia               |
| 10 | Burhan Zorluer  | S     | 30 luglio 1996   | Turchia              |
| 11 | Çağlar Aksoy    | P     | 13 luglio 1984   | Turchia              |
| 12 | Selim Demir     | P     | 2 aprile 1996    | Turchia              |
| 13 | Ahmet Baltacı   | C     | 8 giugno 1999    | Turchia              |
| 14 | Berkant Hızarcı | C     | 14 giugno 1999   | Turchia              |
| 15 | Koray Şahin     | C     | 17 maggio 1993   | Turchia              |
| 15 | Pavel Zacharov  | S     | 7 agosto 1988    | Russia               |
| 17 | Kadir Uz        | S     | 23 luglio 1999   | Turchia              |
| 18 | Danilo Pavlović | S     | 23 aprile 1997   | Serbia               |

## Statistiche

### Statistiche di squadra
| Competizione     | Punti | In casa | In casa | In casa | In trasferta | In trasferta | In trasferta | Totale | Totale | Totale |
| Competizione     | Punti | G       | V       | P       | G            | V            | P            | G      | V      | P      |
| ---------------- | ----- | ------- | ------- | ------- | ------------ | ------------ | ------------ | ------ | ------ | ------ |
| Efeler Ligi      | 37    | 15      | 8       | 7       | 15           | 3            | 12           | 30     | 11     | 9      |
| Coppa di Turchia | 3     | 0       | 0       | 0       | 0            | 0            | 0            | 3      | 1      | 2      |
| Totale           | -     | 15      | 8       | 7       | 15           | 3            | 12           | 33     | 12     | 11     |

G = partite giocate; V = partite vinte; P = partite perse

### Statistiche dei giocatori
| Giocatore   | Campionato | Campionato | Campionato | Campionato | Campionato | Coppa di Turchia | Coppa di Turchia | Coppa di Turchia | Coppa di Turchia | Coppa di Turchia | Totale | Totale | Totale | Totale | Totale |
| Giocatore   | P          | PT         | AV         | MV         | BV         | P                | PT               | AV               | MV               | BV               | P      | PT     | AV     | MV     | BV     |
| ----------- | ---------- | ---------- | ---------- | ---------- | ---------- | ---------------- | ---------------- | ---------------- | ---------------- | ---------------- | ------ | ------ | ------ | ------ | ------ |
| M. Akman    | 20         | 0          | 0          | 0          | 0          | 3                | 0                | 0                | 0                | 0                | 23     | 0      | 0      | 0      | 0      |
| Ç. Aksoy    | 19         | 15         | 7          | 5          | 3          | 3                | 11               | 7                | 3                | 1                | 22     | 26     | 14     | 8      | 4      |
| A. Baltacı  | 29         | 147        | 76         | 63         | 8          | 3                | 17               | 8                | 9                | 0                | 32     | 164    | 84     | 72     | 8      |
| R. Cepeda   | 29         | 572        | 499        | 33         | 40         | 0                | 0                | 0                | 0                | 0                | 29     | 572    | 499    | 33     | 40     |
| L. Ćirović  | 29         | 348        | 267        | 41         | 40         | 3                | 36               | 27               | 3                | 6                | 32     | 384    | 294    | 44     | 46     |
| S. Demir    | 24         | 43         | 16         | 17         | 10         | 0                | 0                | 0                | 0                | 0                | 24     | 43     | 16     | 17     | 10     |
| Ü. Demir    | 30         | 0          | 0          | 0          | 0          | 3                | 0                | 0                | 0                | 0                | 33     | 0      | 0      | 0      | 0      |
| B. Hızarcı  | 22         | 4          | 2          | 2          | 0          | 3                | 8                | 6                | 2                | 0                | 25     | 12     | 8      | 4      | 0      |
| H. Koç      | 9          | 19         | 11         | 8          | 0          | 0                | 0                | 0                | 0                | 0                | 9      | 19     | 11     | 8      | 0      |
| M. Palavar  | 24         | 165        | 86         | 67         | 12         | 0                | 0                | 0                | 0                | 0                | 24     | 165    | 86     | 67     | 12     |
| D. Pavlović | 26         | 281        | 234        | 29         | 18         | 2                | 10               | 8                | 1                | 1                | 28     | 291    | 242    | 30     | 19     |
| K. Şahin    | 6          | 22         | 14         | 8          | 0          | -                | -                | -                | -                | -                | 6      | 22     | 14     | 8      | 0      |
| K. Uz       | 17         | 12         | 10         | 1          | 1          | 3                | 18               | 16               | 0                | 2                | 20     | 30     | 26     | 1      | 3      |
| Y. Yıldız   | 28         | 48         | 23         | 18         | 7          | 3                | 11               | 7                | 4                | 0                | 31     | 59     | 30     | 22     | 7      |
| P. Zacharov | 7          | 40         | 30         | 7          | 3          | 0                | 0                | 0                | 0                | 0                | 7      | 40     | 30     | 7      | 3      |
| B. Zorluer  | 26         | 95         | 73         | 15         | 7          | 3                | 45               | 38               | 5                | 2                | 29     | 140    | 111    | 20     | 9      |

P = presenze; PT = punti totali; AV = attacchi vincenti; MV = muri vincenti; BV = battute vincenti